# Nino Batsiasjvili

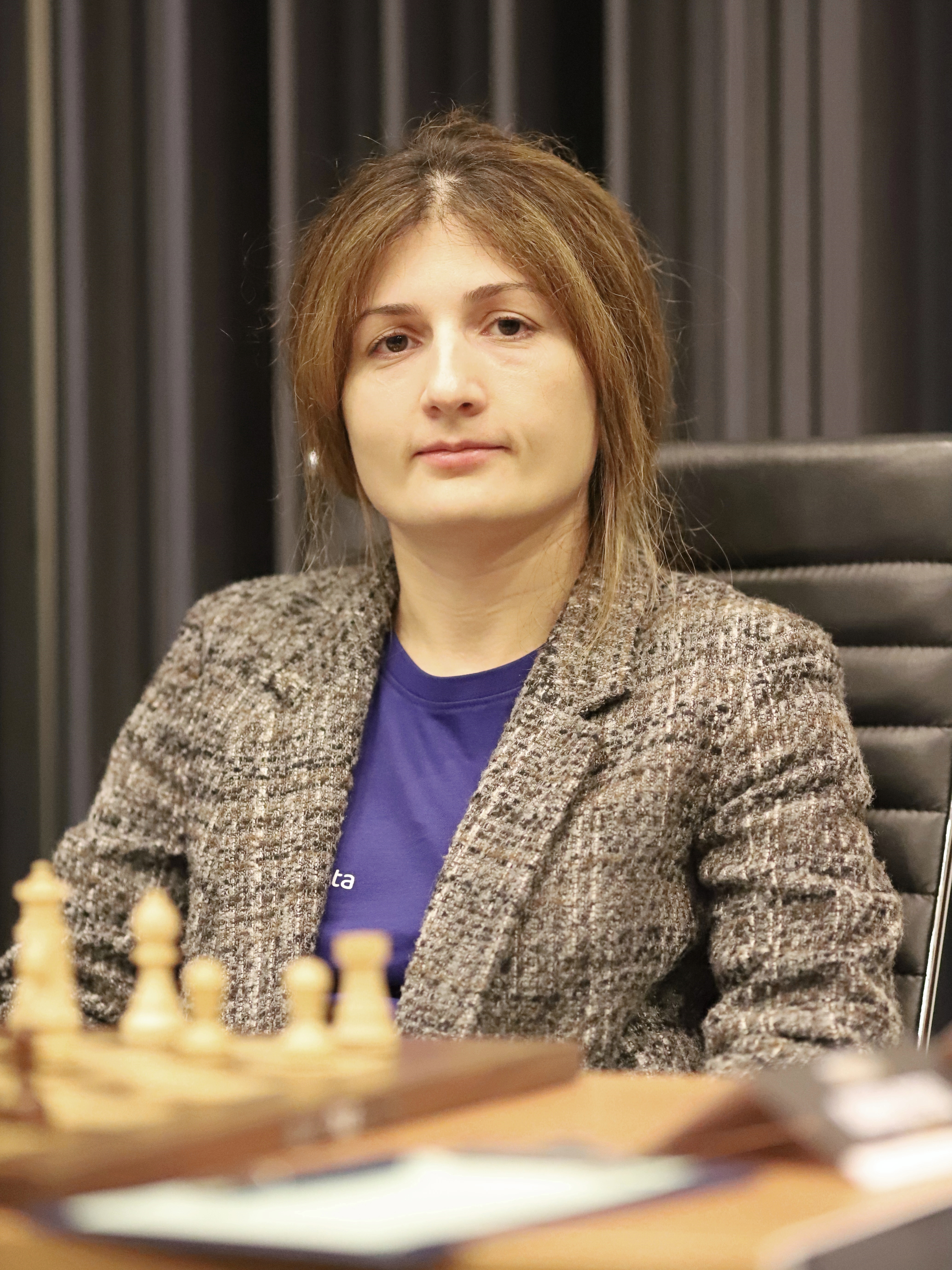
Batsiasjvili in 2022

Nino Batsiasjvili (Georgisch: ნინო ბაციაშვილი, Batoemi, 1 januari 1987) is een Georgische schaakster. Sinds 2018 is ze een grootmeester. Ze won vier keer het Georgische schaakkampioenschap voor vrouwen.
In 2012 won ze groep E van het Moskou Open. In 2013 won Batsiasjvili het derde Krystyna Hołuj-Radzikowska Memorial in Wrocław, Polen, via tiebreak met Joanna Majdan-Gajewska.
In 2015 won ze het vrouwenkampioenschap van Georgië en werd tweede op het vrouwentoernooi van het Europees kampioenschap schaken.
Ze was lid van het Georgische team dat het vrouwentoernooi won van het Wereldkampioenschap schaken voor landenteams van 2015, gehouden in Chengdu, China. Batsiasjvili won ook een individuele bronzen medaille voor haar resultaat aan het vierde bord.
In december 2015 speelde ze remise tegen regerend wereldkampioen Magnus Carlsen in de eerste ronde van het Qatar Masters Open.
In 2016 nam Batsiasjvili deel aan de FIDE Grand Prix voor vrouwen; ze werd tweede in het laatste toernooi, dat werd gehouden in Khanty-Mansiysk, Rusland.
In 2016 werd ze met het Georgische vrouwenteam tiende op de in Bakoe gehouden 42e Schaakolympiade; ze speelde aan het vierde bord.
In 2018 behaalde ze de titel grootmeester. In maart 2018 was haar Elo-rating 2528.
In 2022 won ze op de 44e Schaakolympiade in Chennai een individuele gouden medaille voor haar prestatie op het vrouwentoernooi, aan het tweede bord.

## Externe koppelingen
- (en)   Informatie over schaakpartijen van Nino Batsiasjvili op ChessGames.com
- (en)   Informatie over schaakpartijen van Nino Batsiasjvili op 365chess.com
- (en)  FIDE-ratinggegevens voor Nino Batsiasjvili